# Trasil d'Atenes
Trasil (en grec antic: Θράσυλλος, llatí: Thrasyllus) o Tràsil (en grec antic: Θράσυλος, llatí: Thrasylus) fou un militar (estrateg) atenès que va tenir un paper important al final de la Guerra del Peloponnès. L'any 411 aC va ser un dels que va aturar l'intent de revolució oligàrquica a l'illa de Samos. Va morir l'any 406 aC.
Servia com a hoplita a l'exèrcit de Samos i, quan van arribar notícies de l'establiment del govern oligàrquic dels Quatre-cents a Atenes, va ser un dels que va aixecar als soldats i mariners en favor de la democràcia i contra el nou govern atenès, i en favor de la continuació de la guerra contra Esparta.
Una mica després va arribar Quèrees portant notícies (exagerades) de la repressió dels Quatre-cents a Atenes, i el poble de Samos va organitzar l'exèrcit nomenant estrategs a Trasil i a Trasibul. Trasil va dirigir l'ala esquerra de la flota de Samos a la batalla de Cinossema, que va ser una victòria dels demòcrates atenesos. Va seguir una altra victòria sobre els espartans prop d'Abidos; llavors va anar a Atenes per demanar subministraments. Abans de la seva arribada, el rei Agis II, des de la fortalesa de Decèlia, havia avançat fins prop de les muralles d'Atenes, i Trasil va ajudar a rebutjar-lo durant un temps; per això, l'assemblea del poble va votar donar-li subministraments, tant d'homes com de naus.
El 409 aC, amb els reforços, va sortir d'Atenes i va anar a Samos, i d'allí a la costa d'Àsia, on va atacar Pígela, sense succés. Al cap d'uns dies, va obtenir la rendició de Colofó, i llavors va avançar cap a Lídia, la qual va assolar; per mar va atacar Efes, però alà el van derrotar, i rebutjar els efesis amb ajut del sàtrapa Tisafernes i dels siracusans. Va anar llavors a Nòtion, on va enterrar als morts, i va seguir cap a Lesbos ancorant a Metimna. Advertit de la presència d'un esquadró siracusà, el va atacar i va capturar quatre vaixells, i la resta els va fer fugir cap a Efes. Va continuar cap a Sestos, on es va reunir amb Alcibíades i la resta de la flota principal, i junts van creuar a Làmpsac. Però les tropes d'Alcibíades van refusar servir junt amb les de Trasil al·legant la seva derrota a Efes; a l'hivern va obtenir diverses victòries contra Farnabazos II a la regió d'Abidos.
El 408 aC, junt amb Alcibíades, va emprendre les operacions a Calcedònia, i Farnabazos va haver d'acceptar les condicions proposades pels atenesos. Segurament també va participar en el setge de Bizanci el mateix any.
El 407 aC va portar el botí a Atenes. Una mica després va ser un dels generals nomenats per substituir a Alcibíades en el comandament, després de la seva derrota a Nòtion. També va ser un dels generals presents a la batalla de les Arginuses el 406 aC. Després de la batalla, va proposar deixar 47 galeres recollint als nàufrags i enviar la resta contra els vaixells enemics que blocaven Mitilene. De retorn a Atenes, va ser un dels sis generals que havien combatut a les Arginuses que van ser executats per les intrigues de Teràmenes, que els va acusar de no recollir els nàufrags grecs després de la tempesta que havia destruït unes naus al final de la batalla.